# Zystitis
Als Zystitis, Cystitis (lateinisch; Plural: Zystitiden, Cystitiden) (griechisch κυστίτις von κύστις kýstis „Blase“, „Harnblase“), Harnblasenentzündung oder Blasenkatarrh wird eine Entzündung der Harnblase bezeichnet. Sie gehört zu den Harnwegsinfekten. Ist auch die Harnröhre betroffen, spricht man von einer Urethrocystitis. Die Entzündung der Gallenblase wird als Cholezystitis bezeichnet.
Betroffen sind vor allem Kinder und sexuell aktive Frauen. Im fortgeschrittenen Lebensalter sind auch Männer betroffen, oftmals im Zusammenhang mit einer gutartigen Prostatavergrößerung. In den meisten Fällen handelt es sich um eine aszendierende, also aufsteigende Infektion, deren häufigste Ursache gramnegative Stäbchen aus der Darmflora (Escherichia coli in 77 % der Fälle), aber auch grampositive Kokken, Mykoplasmen, Ureaplasmen, Hefen, Chlamydien, Viren und chemische oder mechanische Reize sind. Begünstigt wird die Zystitis durch Abflussstörungen des Urins aus der Harnblase, Lebensalter, weibliches Geschlecht und medizinische Eingriffe. Die Therapie ist in aller Regel antibiotisch, bei der unkomplizierten Zystitis der Frau sind in der Regel ein bis drei Tage ausreichend. Eine gefürchtete Komplikation ist die Nierenbeckenentzündung, die mit hohem Fieber bis hin zur Blutvergiftung und Abszessbildung einhergehen kann.
Des Weiteren gibt es die selteneren, abakteriellen Formen der chemisch oder physikalisch induzierten Harnblasenentzündung. Ein Beispiel für die letztere Form ist die sogenannte Strahlenzystitis nach einer Strahlentherapie im Bereich des kleinen Beckens.
Von der Zystitis abzugrenzen ist die symptomlose Bakteriurie.

## Epidemiologie
Nach Schätzungen werden in den USA jährlich circa sieben Millionen akute Blasenentzündungen diagnostiziert, die Kosten von mehr als einer Milliarde Dollar verursachen.

## Ursachen
Darmbakterien sind die häufigste Ursache einer akuten, unkomplizierten Blasenentzündung, wobei Escherichia coli für 70 bis 95 Prozent der Blaseninfekte verantwortlich zeichnet. Staphylococcus saprophyticus ist in etwa fünf bis zehn Prozent der verantwortliche Keim, seltener sind Proteus mirabilis und Klebsiellen zu finden.

## Begünstigende Faktoren
Begünstigende (prädisponierende) Faktoren für die Entstehung einer Zystitis sind:
- Weibliches Geschlecht: Aufgrund der anatomischen Verhältnisse (kurze weibliche Harnröhre, Nähe der äußeren Harnröhrenöffnung zur Vagina und zur Analregion) wird eine Keimaszension bei Frauen begünstigt. In der Postmenopause atrophiert das die Harnröhre abdichtende Epithel, weshalb auch hier Zystitiden häufiger sind. Mit dem Alter kommt es insgesamt jedoch zu einer zunehmenden Angleichung der geschlechtsspezifischen Prävalenz. Grund ist das vermehrte Auftreten einer Prostatahyperplasie beim älteren Mann mit den dadurch bedingten obstruktiven Miktionsbeschwerden. Bei weiblichen Säuglingen gibt es die „Windel-Zystitis“ infolge Keimaufwanderung durch die kurze Harnröhre. Bei Kleinkindern männlichen Geschlechts und Zystitis ist an Fehlbildungen des Urogenitaltrakts zu denken.
- Häufiger Geschlechtsverkehr bei Frauen: Mechanische Irritation aufgrund unmittelbarer Nähe der Vagina zur Harnröhrenmündung („Flitterwochen-Zystitis“, „Flitterwochenkrankheit“, „Honeymoon-Zystitis“, „Urlaubs-Zystitis“, „Deflorations-Zystitis“); Rolle der Sexual- und Analhygiene mit möglichem Keimtransfer.
- Störungen des Harnabflusses durch eine Einengung (Obstruktion) im Bereich der Harnröhre mit Restharnbildung, so aufgrund einer Harnröhrenstriktur, einer Prostatahyperplasie oder durch Tumoren, Beckenbodensenkung, weiterhin Blasendivertikel und vesikoureteraler Reflux.
- Stoffwechselerkrankungen, insbesondere ein Diabetes mellitus mit Abwehrschwäche und zuckerhaltigem Urin als eine Nährlösung für Bakterien.
- Blasenverweilkatheter, seltener Einmalkatheterismus.
- Eingriffe wie eine Blasenspülung, Blasenspiegelung, Miktionszystourethrographie.
- Immunsuppression mit Abwehrschwäche.

In einer kleinen prospektiven Studie mit 796 gesunden Frauen im Alter von 18 bis 40 Jahren erwiesen sich nur die Verwendung eines Diaphragmas oder eines Spermizids und Geschlechtsverkehr in den zurückliegenden sieben Tagen sowie eine Vorgeschichte von rezidivierenden Harnwegsinfekten als statistisch signifikante unabhängige Risikofaktoren.

## Symptome
Typische Symptome einer Blasenentzündung sind:
- Dysurie/Algurie – Schmerzen und Brennen beim Wasserlassen
- Pollakisurie – Häufiger Harndrang mit geringen Urinportionen
- Blasentenesmen – Blasenkrämpfe

Weitere Symptome können sein:
- Hämaturie – Blutbeimengung zum Urin, entweder sichtbar als Makrohämaturie oder nicht sichtbar als Mikrohämaturie
- Schmerzen im Unterleib
- Starker Harndrang mit Urinverlust (Dranginkontinenz) kann ebenfalls auftreten

Fieber tritt bei einer Blasenentzündung nicht auf. Fieber in Verbindung mit den obigen Symptomen weist immer auf die Beteiligung entweder der Nieren oder – beim Mann – der Prostata hin.

## Diagnostik

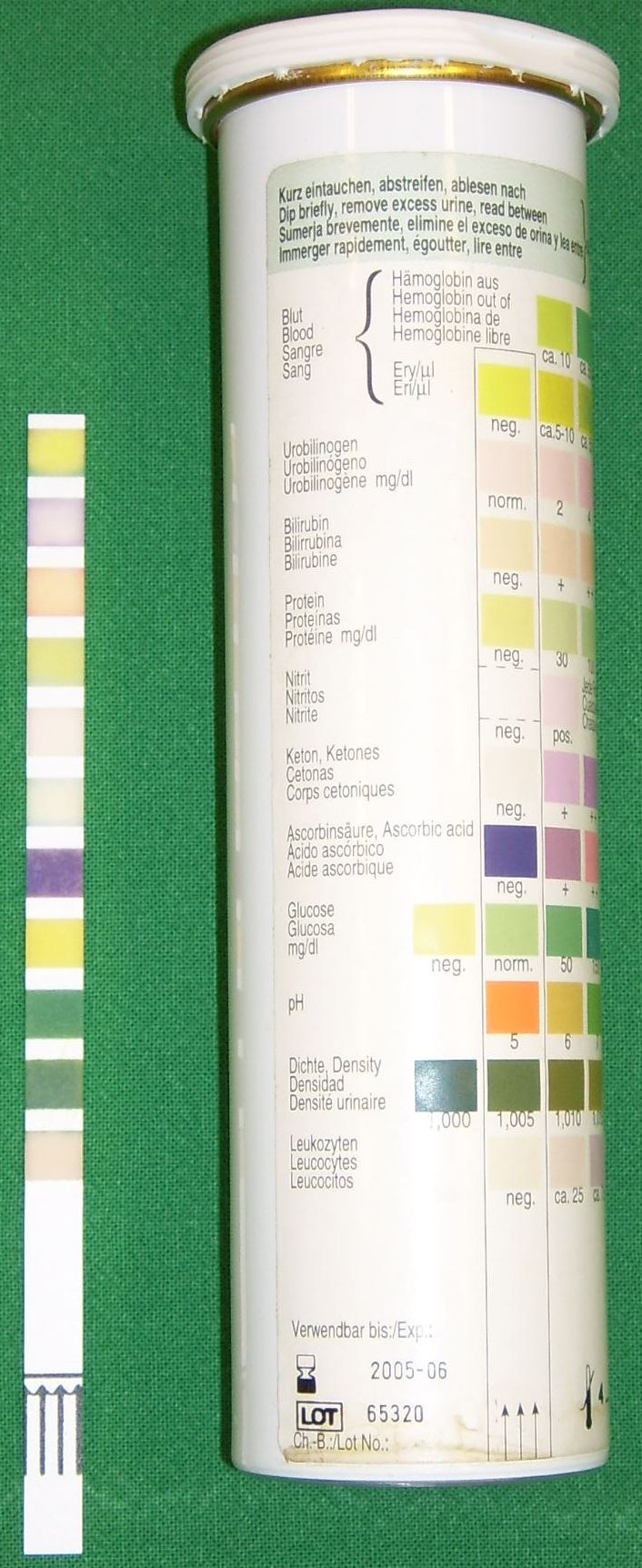
Urinschnelltest

Neben der Erhebung der Anamnese und der körperlichen Untersuchung steht die Urindiagnostik an erster Stelle. Hierzu wird „sauberer Mittelstrahlurin“ genommen, d. h. die erste Urinportion wird verworfen, genauso wie die letzte. Außerdem sollte man beachten, dass man nur 10 ml Urin abnimmt, denn mehr ist zur Diagnostik nicht nötig. Wichtig ist, dass das Genitale vorher gründlich gesäubert wird, damit eine Verunreinigung des Urins mit der normalen Schleimhautflora, mit Fluor vaginalis o. ä. vermieden wird. Des Weiteren muss bei der Frau darauf geachtet werden, dass die richtige Technik angewandt wird, was bedeutet, dass die Schamlippen gespreizt werden, damit der Urin nur wenig Kontakt mit der Umgebung bekommt.
Es ist auch möglich, den Urin mittels Einmalkatheterisierung oder durch eine suprapubische Blasenpunktion zu gewinnen. Ein erster Test erfolgt mit sogenannten Urinteststreifen. Der Streifen dient dem Nachweis von roten Blutkörperchen, weißen Blutkörperchen und Nitrit. Nitrit wird von vielen der infektverursachenden Bakterien (zum Beispiel auch Escherichia coli) aus Nahrungsnitrat gebildet. In einem weiteren Schritt wird der Urin mikroskopisch untersucht. Hierbei können die oben genannten Zellen sowie Bakterien und Kristalle identifiziert werden. In einem letzten Schritt erfolgt das Anlegen einer Urinkultur zur genauen Differenzierung des Erregers. Diese dient weiterhin der Bestimmung der Keimzahl (eine Harnwegsinfektion ist ab etwa 105 KbE pro Milliliter wahrscheinlich) und Erstellung eines Antibiogramms, um damit gegebenenfalls eine gezielte Antibiotikatherapie zu ermöglichen.
Zur weiteren Diagnostik gehört die Ultraschalluntersuchung der Nieren und der Harnblase. Bei rezidivierenden Zystitiden ist eine Ausscheidungsurographie zur Beurteilung der Abflusswege und eine Zystoskopie zur genauen Beurteilung der Harnröhre und Harnblase sinnvoll. Auch an die gynäkologische Untersuchung sollte unbedingt gedacht werden, gerade bei älteren Frauen.

## Impfung
Zur Vorbeugung rezidivierender chronischer Harnwegsinfektionen (inklusive Zystitis) werden folgende zwei Impfungen angeboten:
- Bei StroVac (auch Perison, ehemals Solco-Urovac)[4] handelt es sich um hitzeinaktivierte Erreger von insgesamt 10 Stämmen aus 5 uropathogenen Enterobakterien (E. coli, Proteus vulgaris, Klebsiella pneumoniae, Morganella morganii sowie Enterococcus faecalis)[5]. Verimpft werden drei intramuskuläre Injektionen alle 1–2 Wochen, eine Auffrischungsimpfung kann ein Jahr später erfolgen. Wegen der begrenzten Datenlage ist eine abschließende Beurteilung noch nicht eindeutig gegeben, in einer Studie treten im Vergleich zu einer Impfung mit Placebo Blasenentzündungen aber etwa gleich häufig auf.[6]
- Uro-Vaxom („OM-89“) besteht aus dem lyophylisierten Zelllysat 18 uropathogener E. coli-Stämme, es wird als Hartkapsel täglich eingenommen.[5][7] Eine mögliche vorbeugende Wirkung ist – falls überhaupt – gering, da die zugrundeliegenden Studien mehrere Mängel aufweisen und die Daten teilweise widersprüchlich sind.[8]

Der Impfstoffkandidat ExPEC4V befindet sich noch in klinischer Prüfung. Er enthält vier konjugierte O-Antigene (O1A, O2, O6A und O25B) aus E. coli-Stämmen, die Harnwegsinfektionen auslösen können (extraintestinal pathogenic Escherichia coli, ExPEC).

## Therapie
Die Behandlung einer akuten Blasenentzündung erfolgt mit Antibiotika. Erfolgt die Therapie kalkuliert, d. h. ohne Resistenztestung der verursachenden Keime, sollte bei ansonsten gesunden Frauen Fosfomycin 1 × 3 g oder Nitrofurantoin 2 × 100 mg pro Tag über 5 Tage oder Pivmecillinam 3 × 200–400 mg pro Tag über 3 Tage verabreicht werden. Da gegenüber Fluorchinolonen und Cephalosporinen vermehrt Resistenzen auftreten, sind diese für die Ersttherapie ebenso wie Ampicillin und Cotrimoxazol zur kalkulierten antimikrobiellen Therapie nicht mehr empfohlen. Bei längerer Therapie sollte eine gezielte Antibiotikatherapie entsprechend der Sensibilität des Erregers erfolgen. Gegen die Blasentenesmen werden Spasmolytika wie z. B. Butylscopolaminiumbromid verordnet.
Des Weiteren werden eine reichliche Flüssigkeitszufuhr, regelmäßige Blasenentleerung und lokale Wärme empfohlen.
Bei häufig wiederkehrenden Harnwegsinfekten empfiehlt die Leitlinie der Deutschen Gesellschaft für Urologie zunächst eine Beratung über ursächliche Risiken (z. B. Geschlechtsverkehr) und mögliche Verhaltensänderungen. Weitere Therapiemöglichkeiten bestehen aus einer längerfristigen Behandlung mit pflanzlichen Therapeutika, Mannose oder Immunprophylaktika. Ob im Vergleich zu Antibiotika der Zucker Mannose besser zur Vorbeugung von wiederkehrenden Blasenentzündungen geeignet ist, lässt sich aufgrund der methodisch schlechten klinischen Studien nicht schlussfolgern.
Pflanzliche Therapeutika spielen im Behandlungsalltag von einfachen Blasenentzündungen eine wichtige Rolle. Bei unkomplizierten Harnwegsinfekten können zum Beispiel Senföle aus Kapuzinerkresse und Meerrettich eingesetzt werden, deren Wirksamkeit durch Studien belegt ist. Für die Senföle ist bisher auch nach Langzeittherapie keine Resistenzentwicklung bekannt. In der 2017 aktualisierten S3-Leitlinie zur Therapie von unkomplizierten Harnwegsinfektionen wird der Einsatz von Arzneimitteln mit Kapuzinerkresse und Meerrettich sowie als pflanzliche Behandlungsmöglichkeit bei häufig wiederkehrenden Blasenentzündungen empfohlen.

## Komplikationen bei einer Harnwegsinfektion
Die Nierenbeckenentzündung ist eine gravierende Komplikation der Zystitis. Sie entsteht durch das Aufsteigen der Erreger über den Harnleiter in das Nierenbecken und die Nieren. In ihrer maximalen Ausprägung führt diese dann zur generalisierten schweren Infektion, der sogenannten Urosepsis. Beim Mann kann durch Aufsteigen der Erreger in die Samenleiter eine Entzündung der Nebenhoden entstehen.

## Vorbeugung
- Da die häufigsten Erreger von Zystitiden und allgemein von Harnwegsinfektionen Darmbakterien sind, ergibt sich logisch die Bedeutung von Analhygiene und Sexualhygiene. Alle Sexualpraktiken, die geeignet sind, Darmbakterien in die Scheide und die Region der Harnröhrenmündung zu befördern, begünstigen tendenziell die Entstehung von Zystitiden. Blasenentleerung der Frauen nach Geschlechtsverkehr spült Bakterien aus der Blase. Bei rezidivierenden Zystitiden kann die vorbeugende Einnahme einer kleinen Dosis Trimethoprim oder Nitrofurantoin nach dem Geschlechtsverkehr sinnvoll sein. Bei Frauen in der Postmenopause, die keine Hormonersatztherapie betreiben und eine Harnröhrenatrophie haben, kommt die lokale Anwendung einer östrogenhaltigen Salbe auf die Harnröhrenmündung infrage.

- Zur unterstützenden Behandlung sind pflanzliche Harnwegsdesinfizientien aus Bärentraubenblätter, Brunnenkressekraut, Meerrettichwurzel und weißes Sandelholz zugelassen.[11] Für häufig wiederkehrende Zystitis der Frau können diese Phytotherapeutika  erwogen werden. Jedoch dürfen Bärentraubenblätter und Sandelholz nicht über einen Monat hinaus eingenommen werden; bei Sandelholz wurden ferner Nierenschäden beobachtet.
- Cranberry enthält Proanthocyanidine, die die Besiedlung an der Schleimhaut der ableitenden Harnwege durch uropathogene E. coli erschweren – dies kann einem Infekt der Harnwege vorbeugen.

Eine in der Cochrane Library 2023 veröffentlichte Metaanalyse der Cochrane Collaboration bestätigte eine gewisse Evidenz für die Wirksamkeit von Cranberry-Präparaten zur Prävention wiederkehrender Harnwegsinfekte. Der Nutzen für ältere Patienten mit Blasenentleerungsstörung oder schwangeren Frauen wurde nicht gezeigt. Diese Ergebnisse wurden durch definierte medizinische Therapien, nicht aber durch Nahrungsergänzungsmittel (NEMs) erzielt, wissenschaftliche Belege für die Wirksamkeit von NEMs bei Harnwegsinfektionen fehlen.
- Das natürliche Monosaccharid D-Mannose kann das Andocken von (uropathogenen) Keimen an das Urothel der Harnblase erschweren.[17] Die Datenlage zur Verwendung von Mannose zur Vorbeugung oder Therapie von Harnwegsinfekten ist aufgrund unterschiedlicher Mängel nicht ausreichend. Insbesondere fehlen hochwertige placebokontrollierte Studien.

- Die natürliche Aminosäure L-Methionin wird eingesetzt, um den pH-Wert des Urins zu senken (anzusäuern).

Hintergrund: Das pH-Optimum von E. coli (häufigster Erreger von Blasenentzündungen) liegt im neutralen Bereich (um einen pH-Wert von 7). Je weiter der pH-Wert des Urins vom pH-Optimum von E. coli abweicht, desto schwerer kann sich E. coli also vermehren. Sowohl eine Ansäuerung des Urins als auch eine extreme Alkalisierung können bei einer Blasenentzündung, verursacht durch E. coli, helfen. Grundsätzlich sind beide Ansätze erfolgversprechend, jedoch entspricht die Ansäuerung eher dem natürlichen Schutzmechanismus des Körpers, da der Urin beim gesunden Menschen eher sauer ist.

## Sonderformen

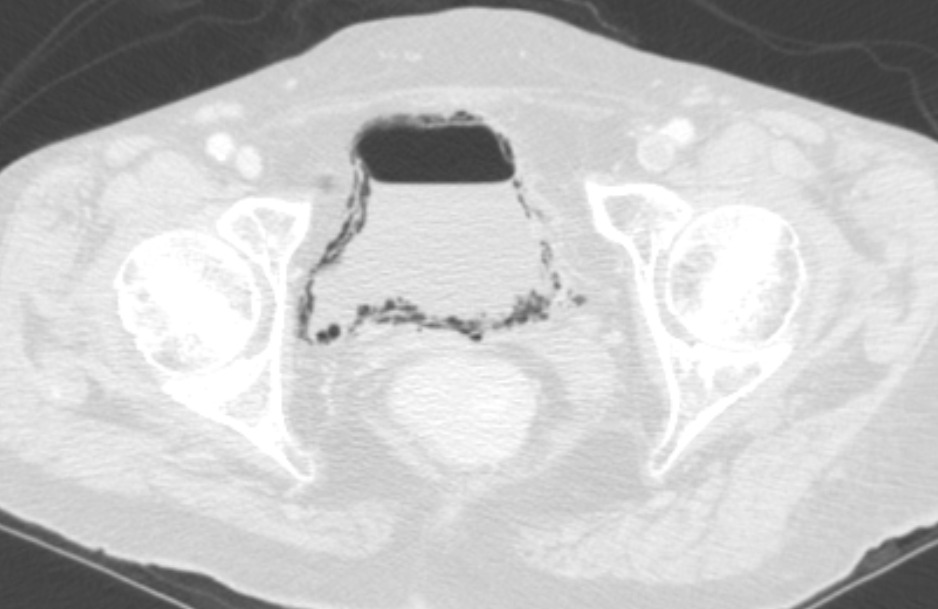
Emphysematöse Zystitis in der Computertomographie (Lungenfenster zur besseren Kontrastierung der Gaseinlagerungen)

- Die hämorrhagische Zystitis geht mit starker, sichtbarer Blutbeimengung zum Urin einher und wird meist durch Viren (Adenoviren) oder Enterobakterien verursacht.
- Strahlenzystitis – nach Strahlentherapie.
- Interstitielle Zystitis – eine chronische, nicht-bakterielle Blasenentzündung.
- Die emphysematöse Zystitis mit Gasbildung in der Blase und in der Blasenwand durch Bakterien oder Pilze ist eine seltene Erkrankung, die häufiger Diabetiker und Frauen betrifft.[18][19]
- Medikamentös bedingte Zystitis - Zystitis bedingt durch Gaben von Cyclophosphamiden im Rahmen von z. B. Krebstherapie oder der Behandlung von Rheumatoider Arthritis.